# クラウディア・ロペス
クラウディア・アンドレア・ロペス（Claudia Andrea Lopez、1979年7月4日 - ）は、アルゼンチンの女子プロボクサー。チュブ州トレレウ出身。元WBA女子世界フェザー級暫定王者。第2代・第3代IBF女子世界スーパーフェザー級王者。

## 来歴
2006年2月17日、チュブ州コモドーロ・リバダビアのヒムナシオ・ムニシパルN°1でパトリシア・アレハンドラ・ヒメネスと対戦し、3-0の判定勝ちを収めデビュー戦を白星で飾った。
2006年10月6日、サンタクルス州カルテナ・オリビアでマリア・デル・カルメン・モンティエルと8回戦を行い、3-0の判定勝ちを収めた。
2006年11月3日、サンタクルス州リオ・ガジェゴスのヒムナシオ・ファン・バウティスタ・ロカでマリア・デル・カルメン・モンティエルと6回戦を行い、3-0の判定勝ちを収めた。
2006年11月17日、チュブ州コモドーロ・リバダビアでベティナ・ガブリエラ・ガリーノと6回戦を行い、プロ初黒星となる0-3の判定負けを喫した。
2007年5月18日、チュブ州コモドーロ・リバダビアのエスタディオ・ソシアス・フンダドレスでパトリシア・アレハンドラ・キリコが2007年3月に王座を剥奪されてことに伴い空位になったUBC女子世界スーパーバンタム級王座決定戦をマリア・デル・カルメン・ポテンザと行い、3-0の判定勝ちを収め王座獲得に成功した。
2007年10月7日、ブエノスアイレス州カセロスでマルセラ・アクーニャと8回戦を行い、0-3（75-77、77-79、76.5-78）の判定負けを喫した。
2008年1月19日、チュブ州パソ・デ・インディオスでマリア・デル・カルメン・モンティエルと8回戦を行い、3-0の判定勝ちを収め再起に成功した。
2009年2月7日、チュブ州プエルト・マドリンでマリア・デル・カルメン・ポテンザと4回戦を行い、4回負傷判定負けを喫した。 
2009年6月6日、チュブ州コモドーロ・リバダビアのヒムナシオ・ムニシパルN°1でベティナ・ガブリエラ・ガリーノとWBA女子世界フェザー級暫定王座決定戦を行い、6回1分54秒、ガリーノの棄権により王座獲得に成功、2年7ヵ月ぶりの再戦で雪辱を果たした。
2010年4月30日、水原の成均館大学校で正規王者の崔賢美と王座統一戦を行い、1-2（98-93、2者が95-96）の判定負けを喫し王座統一に失敗、ロペスが10ヵ月保持していた暫定王座は正規王座に吸収される形で消滅した。
2010年8月20日、チュブ州ホセ・デ・サン・マルティンでエディス・マティセとノンタイトル8回戦を行い、4回反則勝ちを収めた。
2011年3月18日、チュブ州トレレウでベレーナ・クレスポとWBC女子ラテンアメリカスーパーバンタム級王座決定戦を行い、2回KO勝ちを収め王座獲得に成功した。 
2012年4月14日、バハ・カリフォルニア州ロサリトでWBO女子世界バンタム級王者カリーシャ・ウェストと対戦し、0-2（2者が92-98、95-95）の判定負けを喫し2階級制覇を果たせなかった。 
2012年10月5日、ブエノスアイレス州タピアレスでマリア・エレナ・マデルナとIBF女子世界スーパーフェザー級王座決定戦を行い、3-0（98-92、2者が97-92）の判定勝ちを収め2階級制覇を果たした。
2013年4月27日、ブエノスアイレスでIBF女子世界フェザー級王者ダイアナ・サンタナと対戦し、0-3（94-96、93-97、93-97）の判定負けを喫し王座獲得に失敗した。 
2013年8月16日、チュブ州コモドーロ・リバダビアのヒムナシオ・ムニシパルN°1でダイアナ・アヤラとIBF女子世界スーパーフェザー級王座決定戦を行い、4回1分52秒TKO勝ちを収め王座返り咲きに成功した。
2013年11月23日、リオネグロ州サン・カルロス・デ・バリローチェでベティアナ・パトリシア・ビナスと対戦し、2-1（96-94、97-94、94-96）の判定勝ちを収め初防衛に成功した。
2015年8月22日、ロサリオにてビクトリア・ブストスが持つIBB女子世界ライト級王座に挑戦するが、0-3（94-96、93-97、92-98）の判定負けで3階級制覇ならず。
2019年10月18日、ブラジル・サンパウロにてロンドンオリンピックライト級銅メダリストのアドリアーナ・アラウージョとWBC女子世界スーパーライト級シルバー王座決定戦を行うが、0-3（89-100、90-99、89-100）の判定負けでシルバー王座獲得ならず。

## 戦績
- 39戦 26勝（6KO）13敗

## 獲得タイトル
- UBC女子世界スーパーバンタム級王座
- WBA女子世界フェザー級暫定王座
- WBC女子ラテンアメリカスーパーバンタム級王座
- 第2代IBF女子世界ジュニアライト級王座
- 第3代IBF女子世界ジュニアライト級王座